# Choix des poésies originales des troubadours
Choix des poésies originales des troubadours ist ein wissenschaftliches Werk in 6 Bänden von François Raynouard. Es erschien in Paris von 1816 bis 1821. Raynouard wurde mit diesem Werk zum Begründer der modernen Romanistik, fand aber in Frankreich wenig Aufmerksamkeit. Hingegen nahm der in Bonn lehrende Philologe Friedrich Diez den Ansatz von Raynouard auf und entwickelte ihn weiter. So entstand in Deutschland die irrige Vorstellung, die Romanistik sei „eine Bonner Erfindung“ und Diez ihr Begründer, was er selbst so nie gesagt hätte.
Die lange dauernde Unterbewertung des Werkes von Raynouard war auch in einem Fehler begründet, der nach ihm korrigiert werden musste, nämlich der Annahme, das Altprovenzalische sei nicht eine romanische Sprache wie alle anderen, sondern sei identisch mit der gemeinsamen gesamtromanischen Vorstufe dieser Sprachen, weswegen er das Altprovenzalische „langue romane“ nannte. Diese „Verzerrung“, die er aus der Tradition übernahm, hat die Anerkennung seiner Leistung geschwächt und seinem Ansehen bei den späteren Forschern geschadet.
Der Erste, der ihm in diesem Punkt widersprach, war in einer berühmten Rezension von 1818 August Wilhelm Schlegel. In seiner Antwort auf diese Rezension noch im gleichen Jahr scheint Raynouard seine Gleichsetzung von langue romane und Altprovenzalisch zu verleugnen, obwohl sie 1821 dem 6. Band des Choix des poésies originales wieder zugrunde liegt. Eine Erklärung könnte darin liegen, dass Raynouards Text von 1821 vor 1818 bereits fertig vorlag und bis zur Drucklegung nicht mehr verändert wurde.

## Analytische Gliederung des Werkes
- Choix des poésies originales des troubadours. 6 Bde. Didot, Paris 1816–1821. Biblio-Verlag, Osnabrück 1966. Slatkine, Genf 1982. (in Gallica kostenfrei einsehbar)
  - 1. Choix des poésies originales des troubadours. 1816.
    - 1.1. Introduction contenant Les preuves historiques de l’ancienneté de la langue romane [=provençale], S. V–XXXII.
    - 1.2. Origine et formation de la langue romane [=provençale], S. 1–105. (anderer Titel: Éléments de la grammaire de cette langue avant l’an 1000)
    - 1.3. Grammaire de la langue romane [=provençale], S. 108–438. (anderer Titel: La grammaire de la langue des troubadours)
    - 1.4. Appendice. Indication des manuscrits romans [=provençaux] cités en cette grammaire.

  - 2. Dissertations sur les troubadours, sur les cours d’amour, etc. Les monuments de la langue romane [=provençale] jusqu’à ces poètes. Et des recherches sur les divers genres de ces ouvrages. 1817.
    - Des troubadours, S. I–LXXVIII.
    - Des cours d’amour, S. LXXIX–CXXIV.
    - Monuments de la langue romane [=provençale], S. CXXV–CLXIV.
    - Monuments de la langue romane [=provençale] depuis l’an 842 jusqu’à l’époque des troubadours, S. 1–155.
    - Genres des poésies des troubadours, S. 155–320.

  - 3. Les pièces amoureuses tirées des poésies de soixante troubadours depuis 1090 jusques vers 1260. 1818. (475 Seiten)
  - 4. Tensons, Complaintes historiques, Pièces sur les croisades, Sirventes historiques, Sirventes divers, Pièces morales et religieuses. 1819. (476 Seiten)
  - 5. Les biographies des troubadours et un Appendice à leurs poésies imprimées dans les volumes précédents. 1820.
    - Appendice au Choix des poésies originales des troubadours contenant les biographies de plusieurs de ces poètes, et de nombreux fragments de leurs ouvrages, S. 1–452.
    - Table des pièces et des fragments (zu den Bänden II–V), S. 453–473.

  - 6. Grammaire comparée des langues de l’Europe latine dans leur rapport avec la langue des troubadours. 1821. Laffitte, Marseille 1976. Slatkine, Genf 1982. Auch in: Gallica. (Die erste vergleichende Grammatik der romanischen Sprachen).
    - Préliminaires, 68 Seiten.
    - Comparaison des langues de l’Europe latine, 409 Seiten.

## Teilausgaben
- Grammaire comparée des langues de l’Europe latine, dans leurs rapports avec la langue des troubadours. Grammaire romane, ou grammaire de la langue des troubadours. Laffitte Reprints, Marseille 1976. Slatkine, Genf 1976, 2012. (354, 68, 412 Seiten) (Bde. 1 und 6 des Choix des poésies originales des troubadours)

- Choix des poésies originales des troubadours. Les pièces amoureuses. Hrsg.  Arthur de La Borderie. 1881. Hachette, Paris 2012. (490 Seiten) (Band 3 des Choix des poésies originales des troubadours)